# Перуцкий, Роман
Рома́н Перу́цкий (пол. Roman Perucki; род. 1961) — польский органист.
Окончил Гданьскую музыкальную академию (1985) у Леона Батора. Преподаёт там же, с 1997 г. профессор. С 1992 г. директор Польской Балтийской филармонии в Гданьске, руководит также гданьским конкурсом органистов имени Свелинка, Международным Оливским фестивалем органной музыки, гданьским обществом «Musica Sacra» и др., является главным органистом Гданьского кафедрального собора. 
Управляющий директор Симфонического оркестра Балтийской филармонии, член жюри ряда других европейских органных конкурсов. Выступает с лекциями в Польше, Португалии, Мексике, Хорватии, России и Франции. Принимал участие более чем в 2500 концертах в Европе, России, Японии, Китае, Мексике, США и Австралии. Его заслуги отмечены наградой Министерства культуры Польши,
Член Литургической комиссии при Митрополите Гданьском. Записал целый ряд дисков, в том числе «Приходскую мессу» Франсуа Куперена, признанную в 1991 г. в Польше лучшей записью органной музыки.
Награждён Орденом Святого Сильвестра (2008) за заслуги перед Католической церковью.
- Биография на сайте Польской Балтийской филармонии (пол.)